# Флорес, Леонидас
Леонидас Флорес Рейес (исп. Leonidas Flores Reyes; 24 января 1965 года, Ла-Пальма, Абангарес, Гуанакасте, Коста-Рика) — коста-риканский футболист, нападающий. В составе национальной сборной участник Олимпийских игр 1984 и Золотого кубка КОНКАКАФ 1991.

## Клубная карьера
Родился в маленькой деревушке в провинции Гуанакасте, профессиональную карьеру начал в клубе «Мунисипаль Пунтаренас» в 1983 году. В сезоне 1986/87 взял единственное в истории клуба чемпионство, став лучшим бомбардиром чемпионата с 18 голами. Всего за клуб забил 93 гола, став лучшим бомбардиром в его истории. Сезон 1992 провёл в Канаде, выступая за клуб Canadian Soccer League «Монреаль Супра». На следующий год вернулся на родину, где и провёл остаток карьеры. Повесил бутсы на гвоздь в 1997 году в возрасте 32 лет. Всего на клубном уровне забил 118 голов, став 17-м лучшим костариканцем по этому показателю.

## Карьера в сборной
В 1984 году в составе олимпийской сборной отправился на Олимпийские игры в США. Дебютировал в первом матче группового этапа против хозяев, выйдя на замену Гильермо Гуардии. Несмотря на победу над сборной Италии, костариканцы заняли последнее место в группе. Позже со сборной принял участие в Чемпионате наций КОНКАКАФ 1985, а также 1989, который сборная Коста-Рики выиграла в третий раз в истории и благодаря этому впервые получила путёвку на чемпионат мира. Однако Флорес, оформивший дубль в ворота сборной Сальвадора, чем принёс важную победу, к удивлению для всех, не был включён в заявку на мундиаль. В состав команды вернулся на Кубок наций Центральной Америки 1991, который сборная Коста-Рики выиграла впервые в своей истории, а также на Золотой кубок КОНКАКАФ 1991, где она заняла четвёртое место. Последний матч провёл 4 сентября 1996 года против сборной Ямайки.

## Личная жизнь
Женат на Ирис Окампос. После завершения футбольной карьеры стал дорожным полицейским в Гуанакасте. В сентябре 2012 года Флорес был арестован по подозрению во взяточничестве.

## Достижения

### Командные
«Мунисипаль Пунтаренас»
- Чемпион Коста-Рики: 1986/87

Сборная Коста-Рики по футболу
- Победитель Чемпионата наций КОНКАКАФ: 1989
- Обладатель Кубка наций Центральной Америки: 1991

### Личные
- Лучший бомбардир чемпионата Коста-Рики: 1986/87